# هيو جونز (لاعب كريكت)
هيو جونز (بالإنجليزية: Hugh Jones)‏ (1889 في المملكة المتحدة - 10 نوفمبر 1918 في المملكة المتحدة) هو لاعب كريكت بريطاني (وحمل سابقاً جنسية المملكة المتحدة لبريطانيا العظمى وأيرلندا). لعب مع نادي مقاطعة غلوستر للكريكت ‏.

## وصلات خارجية
- هيو جونز على موقع إي آس بي آن كريك إنفو (الإنجليزية)